# Jevhen Chmara
Jevhen Stanislavovyć Chmara, conosciuto come Jevhen Chmara (in ucraino Євген Станіславович Хмара?; Kiev, 10 marzo 1988), è un pianista e compositore ucraino.

## Biografia
Nato nell'allora Repubblica Socialista Sovietica Ucraina, sin dall'infanzia è stato appassionato di aerei e musica. Ispirato durante un viaggio in treno, all'età di 7 anni scrisse la sua prima composizione musicale per pianoforte. Dal 1994 al 2003 studiò in una scuola di musica, per poi avviare la propria attività da musicista già dall'anno successivo, tra cui una partecipazione alla cerimonia d'apertura del Jaguar Motor Show.
In parallelo con la sua attività musicale, Chmara ha studiato presso l'Accademia Ucraina di Business e Imprenditorialità (UABP) di Kiev. Dal 2010 ha iniziato a realizzare arrangiamenti per pianoforte per i principali show business nazionali. Nel 2012 è stato finalista alla quarta edizione di Ukraine's Got Talent. Dal 2012 al 2018 si è esito come musicista per la versione ucraina di X Factor.
Nel 2014, Chmara ha visitato la Casa Bianca in qualità di ambasciatore culturale dell'Ucraina, mentre a dicembre dello stesso anno ha partecipato all'apertura del Maserati Motor Show a Cipro.
Nel 2015 ha collaborato con aziende come Kärcher e Mercedes-Benz in Ucraina, oltre ad esibirsi alla settimana della moda di Roma. Nella primavera dello stesso anno ha realizzato la sua prima tournée Piano vs Dubstep. Il 15 settembre ha pubblicato un video su YouTube  dove si esibisce in un ri-arrangiamento di In And Out Of Love di Armin van Buuren, che ha raggiunto le oltre 75 milioni di visualizzazioni sulla piattaforma.
Nel 2016, dopo il successo del suo spettacolo Znamenie a Kiev, ha intrapreso una nuova tournée in tutta l'Ucraina. Ha successivamente partecipato alla cerimonia d'apertura degli annuali Čelovek Hoda. Durante l'estate, Chmara si è esibito al Mississauga Living Arts Centre in Canada, in occasione del concorso di bellezza Miss Ukrainian Canada. Ha collaborato con l'azienda Antonov, scrivento per loro la canzone In the Sky. Inoltre, Evgeny ha realizzato una versione cover della canzone 1944, brano vincitore dell'Eurovision Song Contest 2016.
Nella primavera del 2017, ha realizzato lo spettacolo The Wheel of Life presso il Palazzo d'Ottobre di Kiev, con la regia Herman Nenov. Più di 150 persone hanno lavorato allo spettacolo, i preparativi richiesero un anno di lavoro e più di sessanta artisti si esibirono sul palco, tra cui le cantanti ucraine Zlata Ohnjevič e Tayanna. Il concerto registrò la partecipazione di 1.800 spettatori e fu trasmesso ripetutamente sui canali televisivi nazionali ucraini. A luglio 2017, si esibì in un concerto notturno presso il Castello di Luc'k e l'8 settembre dello stesso anno ha partecipato a un evento del Pastichio Theater a Limassol.
Nel 2018, ha preso parte alla presentazione degli strumenti Yamaha durante la Yamaha World Conference a Dubai, e ha rappresentato l'Ucraina a un forum culturale in Cina. Si è successivamente esibito anche a un concerto presso il Buckingham Palace a Londra e alla Creative Women Conference a Cipro, davanti a donne influenti provenienti da tutto il mondo.
Nel dicembre 2018, tenne un concerto solista intitolato 30 presso il Palazzo Nazionale delle Arti di Kiev, al quale parteciparono 3.900 spettatori e 130 musicisti si esibirono sul palco. Il famoso cantante ucraino Oleh Vynnyk è stato un ospite speciale dello spettacolo. Chmara ha collaborato anche con la Volvo Cars per produrre la musica del progetto Freedom to Move. Freedom to Create.

## Discografia

### Album in studio
- 2013 – Kazka
- 2015 – Znamennja
- 2016 – White Piano
- 2018 – Wheel of Life
- 2020 – Freedom to Move
- 2022 – Event Horizon

### Singoli
- 2015 – Astral Dreams
- 2021 – Event Horizon
- 2025 – Vymolyv (con Jerry Heil e Monatyk)

### Collaborazioni
- 2025 – Rozčynjajus' (Jerry Heil feat. Jevhen Chmara)